# Інститут квантової оптики товариства Макса Планка
48°15′34″ пн. ш. 11°40′00″ сх. д. / 48.259388888889° пн. ш. 11.666694444444° сх. д.
Інститут квантової оптики товариства Макса Планка (абревіатура: MPQ ; нім. Max-Planck-Institut für Quantenoptik), науково-дослідна установа, що входить до складу Наукового Товариства ім. Макса Планка, яке керує 87 дослідницькими установами в Німеччині.
Інститут знаходиться у німецькому місті Гархінг, за 10 км на північний схід від Мюнхена. П’ять дослідницьких груп працюють у галузях фізики аттосекунд, лазерної фізики, квантової теорії інформації, лазерної спектроскопії, квантової динаміки та квантової системи багатьох організмів.